# Marc Bercht
Marc Bercht (Haarlem, 26 november 1963) is een Nederlands nieuwslezer en voice-over.
Op vijfentwintigjarige leeftijd begon hij bij een lokale omroep in Haarlem, waar hij in eerste instantie als radio-dj begon. Nadat hij bij de VARA een workshop had gevolgd was hij voor de VARA 'de stem' ofwel voice-over op Nederland 3. Ook produceerde hij radioprogramma's als Dubbellisjes (VARA) en The Breakfast Club (KRO) op het toenmalige Hilversum 3, dat nu 3FM is.
Als dj werkte hij voor Extra 108, Power FM (Radio 10), Radio Noordzee en KX Radio. Verder was hij presentator bij Eurosport en voice-over bij veel commercials. Inmiddels is hij nieuwslezer, dj op Ice Radio en is hij op televisie bij Veronica te horen als voice-over bij een aantal programma's.